# Zanbūrak
Zanbūrak (persiska: زنبورک, پاسنگان) är en ort i Iran.   Den ligger i provinsen Qom, i den centrala delen av landet, 140 km söder om huvudstaden Teheran. Zanbūrak ligger 944 meter över havet och antalet invånare är 315.
Terrängen runt Zanbūrak är kuperad åt sydväst, men åt nordost är den platt. Runt Zanbūrak är det ganska tätbefolkat, med 83 invånare per kvadratkilometer. Närmaste större samhälle är Jamkarān, 18,1 km nordväst om Zanbūrak. Trakten runt Zanbūrak är ofruktbar med lite eller ingen växtlighet.